# Gaffertape
Gaffertape (også gaffatape, sølvtape, ventilationstape, elefanttape og MacGyver-tape) er en stærk tape af vævet bomuld, der kan anvendes til mange ting. Det er oftest gråt eller sort, men kan fås i mange forskellige farver. De mange begreber dækker ikke over et bestemt produkt, men anvendes meget bredt om stort set alle typer af sølvfarvet tape med bomuldstråde. Tapen kan være bred eller smal og have forskellige egenskaber, eksempelvis kan den virke brandhæmmende eller vandskyende. Andre forskelle mellem forskellige typer er tapens klisterevne, og hvor let den kan rives over.

## Etymologi
Etymologisk stammer udtrykket "gaffertape" fra filmproduktioner, hvor en gaffer er en person der laver elektrikerlignende arbejde; kabeltræk til lyssætning, kamerasætning m.m. Idet kablerne skal fikseres anvendes tapen. Gaffer tape er per definition sort, så det ikke kan ses på scene/studiegulv. Er tapen sølvfarvet er det duct tape, der passer til blanke ventilationsrør. "Gaffatape" er en sproglig forvanskning af samme ord. Ordet "sølvtape" er opstået fordi tapen som oftest er sølvfarvet på den ikke-klistrende side. Tapen bliver ofte anvendt til interimistiske reparationer af ventilationskanaler og isolationsmateriale hvorfor tapen også omtales som "ventilationstape". Endelig fyldte tapen en stor del i serien MacGyver og af den grund bliver den også kaldt "MacGyver-tape".

### Andre sprog
På engelsk (og tilsvarende på en del andre sprog) skelner man ofte mellem gaffer tape og duct tape, hvor gaffertape refererer til en særligt solid type tape, men i Danmark bruges betydningerne ret flydende.